# Нефедиха (Вологодская область)
Нефедиха — деревня в Тотемском районе Вологодской области.
Входит в состав Великодворского сельского поселения, с точки зрения административно-территориального деления — в Великодворский сельсовет.
Расположена на левом берегу реки Печеньга. Расстояние по автодороге до районного центра Тотьмы — 46 км, до центра муниципального образования деревни Великий Двор — 5 км. Ближайшие населённые пункты — Великий Двор, Давыдиха, Подлипное.
По переписи 2002 года население — 7 человек.